# 巴氏鱗頭鮋
巴氏鱗頭鮋（学名：Sebastapistes ballieui）是輻鰭魚綱鮋形目鮋亞目鮋科的其中一種，為熱帶海水魚，分布於中太平洋東部夏威夷群島海域，棲息深度1-11公尺，體長可達11.7公分。棲息在淺水礁石區水域，生活習性不明。